# Тарифа (нос)
Тарифа (на испански: Punta de Tarifa) е нос, най-южната точка на Иберийския полуостров и континентална Европа. Намира се в провинцията Кадис в Андалусия, Испания, на атлантическия бряг в протока Гибралтар. Мароканският бряг е на разстояние около 15 km и може да се види от тази точка.
Точката е разположена на югоизточния край на бившия остров Паломас, който бива свързан с шосе към континенталната част. Между 1930-те и 2001 г. на острова е разположена военна част.

Името на Тарифа, както за острова, така и за общината, произлиза от Тариф ибн Малик, който през 710 г. започва Арабско-ислямското завоюване на Иберийския полуостров оттук.